# Resiina
Resiina ist eine finnische Zeitschrift zum Thema Eisenbahn, die viermal im Jahr, im März, Juni, September und Dezember, erscheint.
Das Magazin wird von Suomen Rautatiehistoriallinen Seura ry (deutsch in etwa Finnische Eisenbahnhistorische Gesellschaft) und Museorautatieyhdistys ry (deutsch in etwa Finnischer Eisenbahnmuseumsverband) herausgegeben. Es ist Mitgliederzeitschrift von mehreren Eisenbahnmuseen und Museumseisenbahnen.
Der Gründer der Zeitschrift, Eljas Pölhö, ein Liebhaber des Schienenverkehrs, veröffentlichte am 23. Juni 1969 das erste Resiina-Magazin. Der erste Chefredakteur der Zeitschrift war Pölhös Vater, Seppo Pölhö. Der derzeitige Chefredakteur der Zeitschrift ist Jonne Seppänen.
In fast vier Jahrzehnten hat sich das Magazin von einem neunseitigen Magazin im A4-Format zur aktuellen Form entwickelt, einer vierfarbigen und 52-seitigen Veröffentlichung für Bahntechnologie und Geschichte. Im Februar 2008 wurde Vaunut.org, Finnlands größte Online-Fotogalerie für Eisenbahn-Fotografien mit einer Sammlung von über 175.000 Bildern (Stand: 24. Juni 2025) Teil der Website von Resiina.